# 芦原自動車教習所
株式会社芦原自動車教習所（あしはらじどうしゃきょうしゅうしょ）は、大阪市浪速区に本社を置く企業。
1961年（昭和36年）設立。合資会社新田帯革製造所（現ニッタ）の旧本社工場跡地の一部に設置されたニッタの子会社であり、大阪トヨペットも資本参加している。現在、浪速区浪速西の芦原自動車教習所と堺市南区の泉北自動車教習所の2校を経営しており、両校併せて卒業生は30万人を突破（講習者も合算）した。現在は両校とも普通自動車免許に絞って営業している。
安全教育も1964年（昭和39年）から実績を持ち、地域の交通安全センターとしての地位を確立している。業界に先駆けて毎日入所できるシステムを開発した。大阪府内トップの障害者免許指導を行うなどCSR活動に積極的に取り組んでいる。プロモーション活動も活発であり、業界に先駆け「免許名人」の商標登録を行うなどブランディングにも力を入れている。

## 沿革
- 1961年1月 - 会社設立（資本金1,000万円）
  - 6月 - 芦原教習所、指定自動車教習所として指定
- 1964年3月 - 外部安全運転講習会に講師派遣
- 1965年9月 - 卒業生1万人突破
- 1970年10月 -泉北自動車学院開設
- 1972年7月 - 資本金を3,000万円に増資
- 1974年2月 - 泉北自動車学院を大阪モーターサイクル高等学園に改称
  - 3月 - 二輪教習開始
  - 5月 - 卒業生5万人突破
- 1976年2月 - 大阪モーターサイクル高等学園を泉北教習所に改称
  - 12月 - 泉北教習所、指定自動車教習所として指定
- 1990年9月 - 両所、初心運転者講習機関の指定
- 1992年1月 - 芦原教習所、新社屋完成
- 1996年4月 - 近畿管区警察局長、近畿指定自動車学校協会会長連名により表彰
- 1998年10月 - 泉北教習所、全日本指定自動車教習所協会連合会より会長賞受賞
- 2001年5月 - 両所、ホームページ開設
  - 10月 - 高齢者講習及び違反者講習開始
- 2005年7月 - CCDカメラ搭載車導入
- 2009年6月 - 高齢者3号認定講習開始
  - 11月 - 両所リニューアルオープン
- 2010年1月 - ブランド名「免許名人」を商標登録

## 事業所
- 芦原自動車教習所
- 泉北自動車教習所

## 芦原自動車教習所

### 取得できる免許
- 第一種普通自動車（MT・AT）

### 所在地
- 〒556-0026 大阪市浪速区浪速西1-12-23

### 最寄駅
- 大阪環状線 芦原橋駅 徒歩5分
- 南海電鉄汐見橋線芦原町駅 徒歩2分

## 泉北自動車教習所
泉北自動車教習所（せんぼくじどうしゃきょうしゅうしょ）は、大阪府堺市南区にある大阪府公安委員会指定の自動車教習所。1976年（昭和51年）に指定自動車教習所に指定された。

### 交通
- 所在地

〒590-0125 大阪府堺市南区鉢ヶ峯寺274番地
座標北緯34度28分5.8秒 東経135度30分56.3秒 / 北緯34.468278度 東経135.515639度
堺市公園墓地に隣接、泉北2号線、庭代台東交差点よりハーベスト方向へ、教習所看板から左折
- 最寄駅

南海泉北線 泉ヶ丘駅、栂・美木多駅